# Frazee, Minnesota
Frazee, Minnesota (енгл. Frazee) град је у америчкој савезној држави Минесота.

## Демографија
По попису из 2010. године број становника је 1.350, што је 27 (-2,0%) становника мање него 2000. године.
| Група             | 2000.         | 2010.         |
| Белци             | 1.277 (92,7%) | 1.167 (86,4%) |
| Афроамериканци    | 9 (0,7%)      | 21 (1,6%)     |
| Азијати           | 13 (0,9%)     | 8 (0,6%)      |
| Хиспаноамериканци | 13 (0,9%)     | 33 (2,4%)     |
| Укупно            | 1.377         | 1.350         |